# Landeswappen Hessens
Das Landeswappen Hessens zeigt im blauen Schilde einen von Rot und Silber geteilten, golden bewehrten Bunten Löwen der Ludowinger.

## Geschichte des Wappens

### Bunter Löwe
Das Landeswappen Hessens und das Thüringer Landeswappen gehen zurück auf Siegel und Wappen aus dem Mittelalter. Das Wappentier in beiden Landeswappen und in einer Reihe weiterer Wappen wird „Bunter Löwe“ genannt. „Hessenlöwe“ ist die Bezeichnung des Löwen im Landeswappen Hessens. Diese Bezeichnung bezieht sich auf das silber-rot-gestreifte Wappentier mit der ausgeschlagenen Zunge in Rot. Es ist ein von Silber und Rot neunmal geteilter (d. h. zehnstreifiger) Löwe.
Der Löwe wurde ursprünglich von den Ludowingern benutzt, die Landgrafen in Thüringen waren und im 12. und 13. Jahrhundert auch große Teile Nord- und Mittelhessens regierten. Er wird bis heute in Hessens Wappen verwendet.
Die älteste Wappendarstellung ist die im Schild des Landgrafen Konrad von Thüringen († 1240), Ludowinger Regent von Hessen (bis 1234) und Hochmeister des Deutschen Ordens (ab 1239). Der Schild hing zeitweilig in der Marburger Elisabethkirche als Totenschild; mittlerweile ist er als Exponat einer Sammlung des Universitätsmuseums für Kunst und Kulturgeschichte der Philipps-Universität Marburg im Marburger Schloss ausgestellt.
Geringfügig jünger (vermutlich 1240, dem Todesjahr Konrads) ist das Wappen des Konrad von Thüringen am Fuße seines Grabmals im Landgrafenchor der Marburger Elisabethkirche – links daneben das Wappen des Deutschen Ordens.

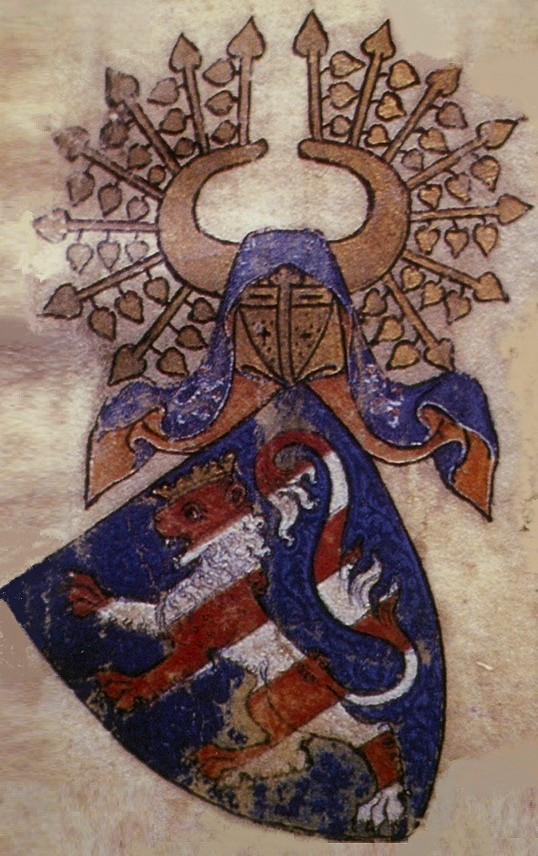
Initiale im Willehalm-Kodex

Wappen des Konrad von Thüringen
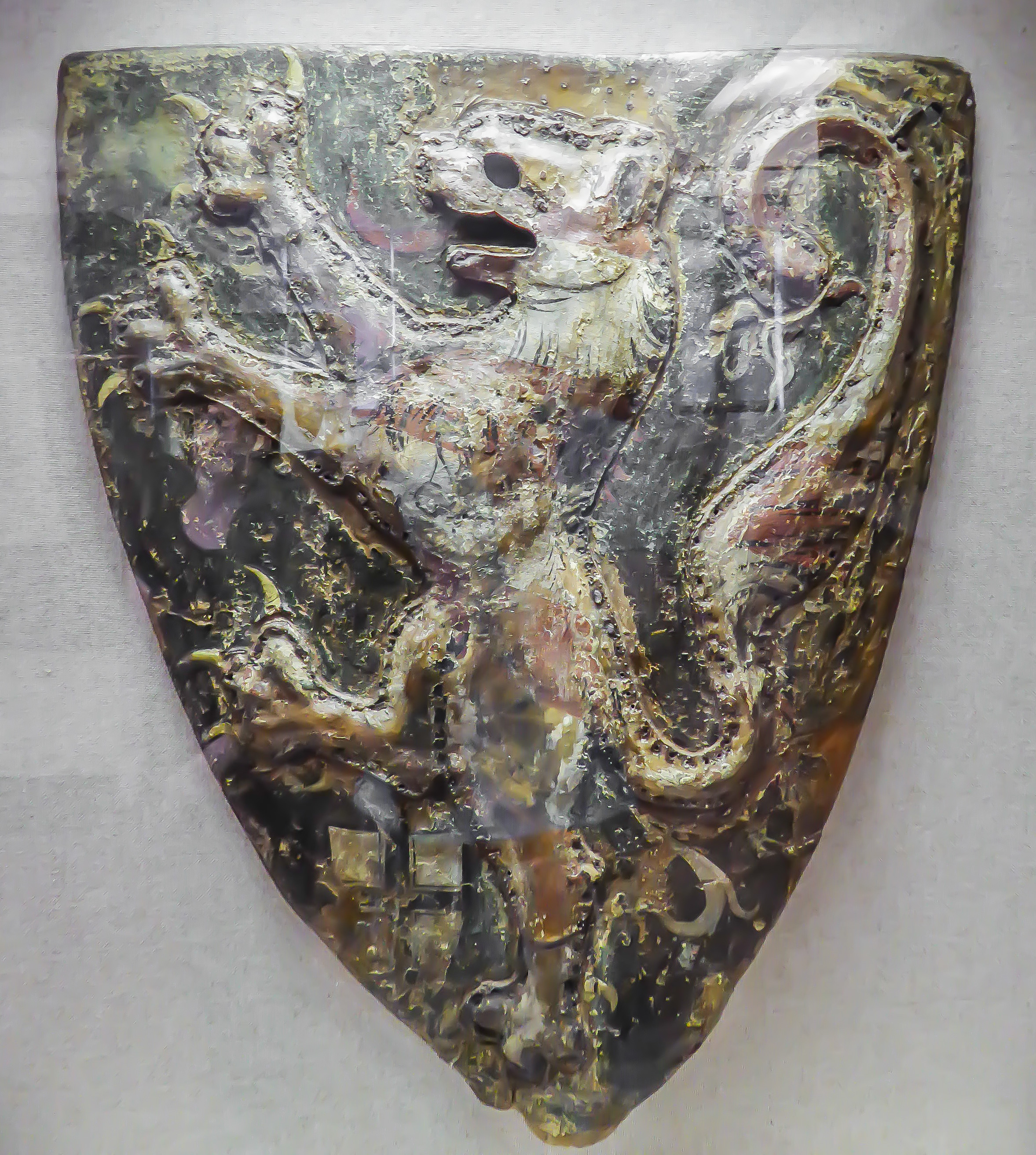
Foto des Schilds
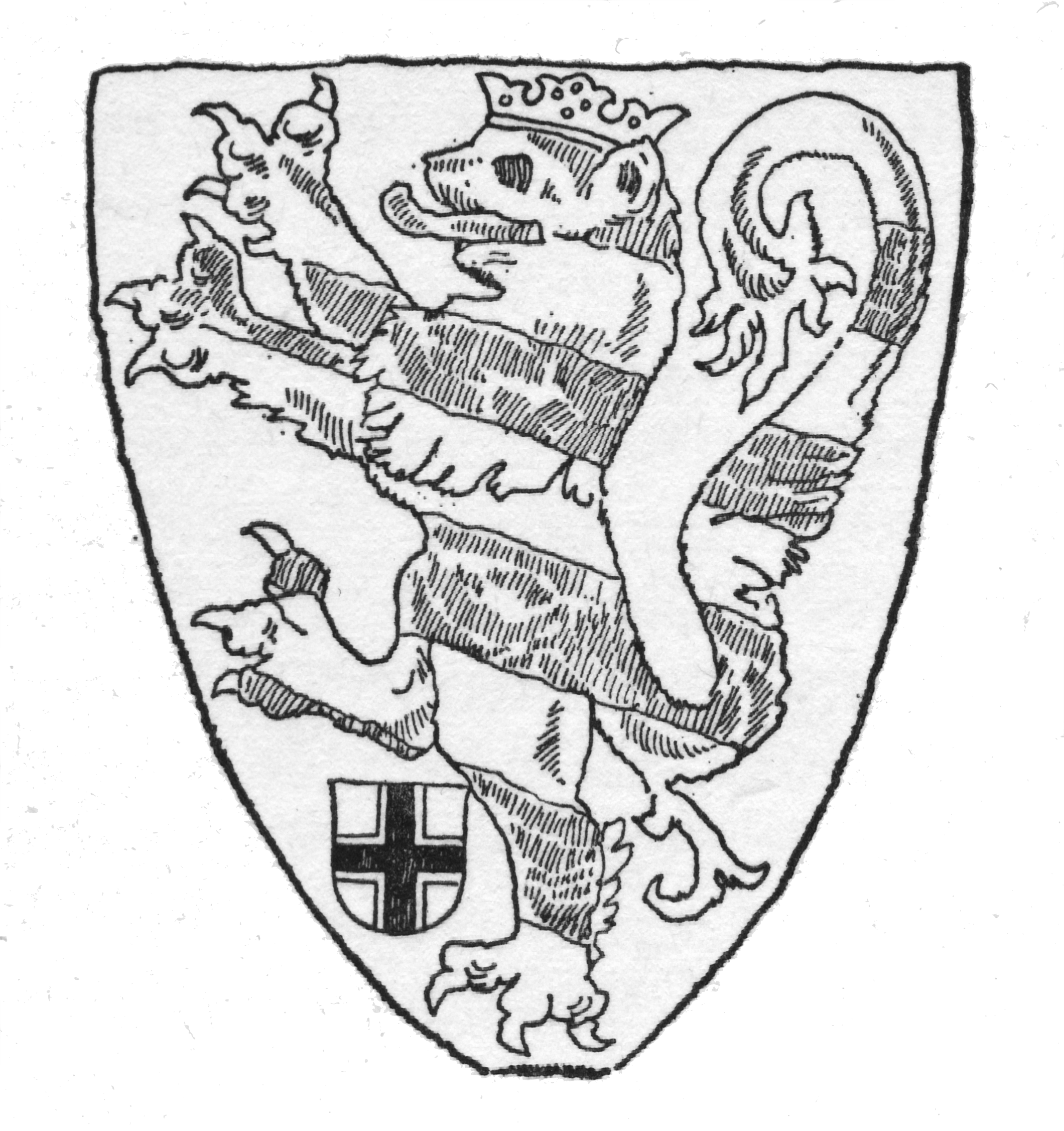
Zeichnung des Schilds
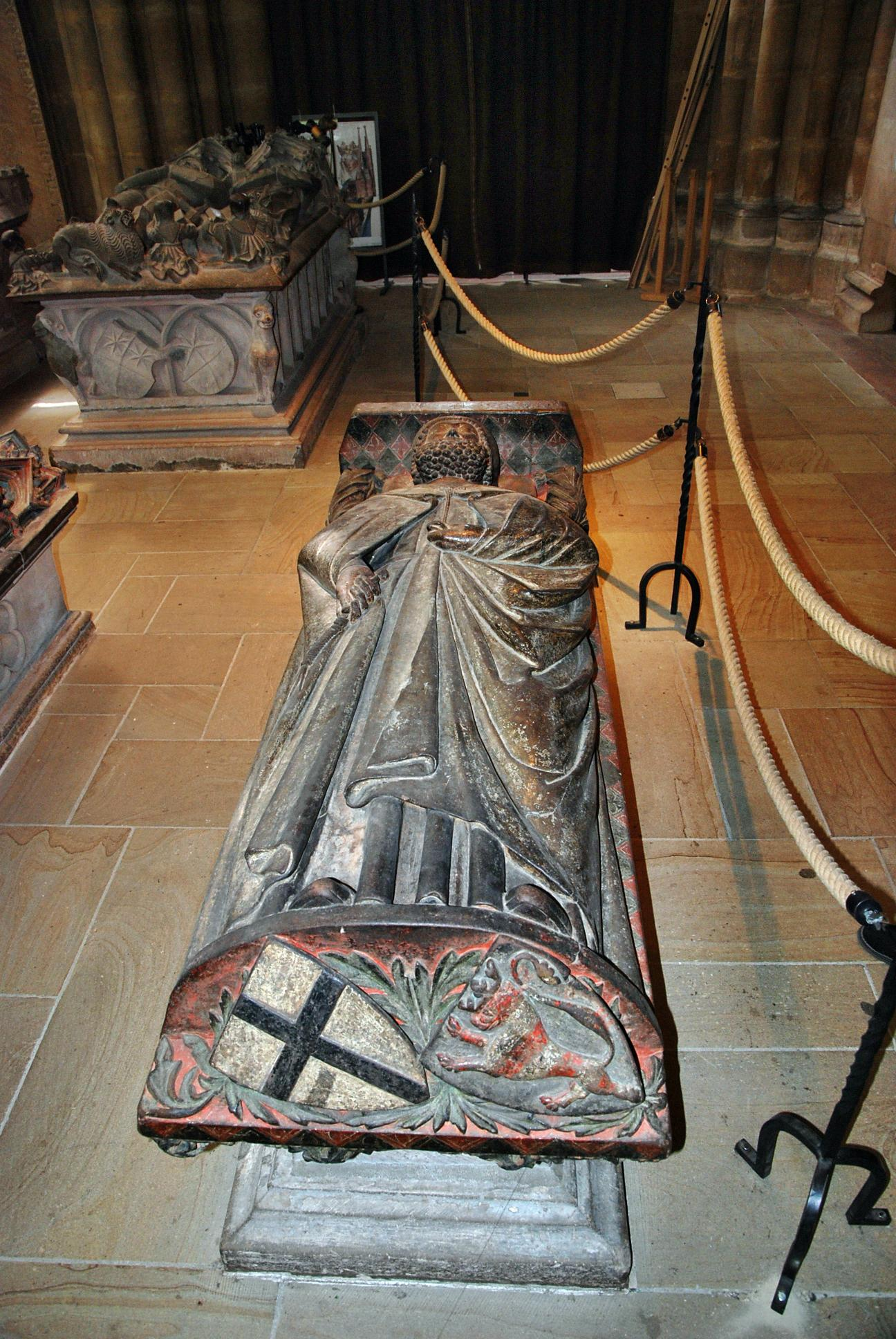
Wappen am Grabmal

Landgraf Heinrich I. von Hessen (1244–1308) führte nach dem 1264 erfolgten Erwerb des hessischen Territoriums den Löwen erstmals auf seinem für 1269 belegten großen Reitersiegel als „hessischen Löwen“ im Schild. Dies gilt als erster Beleg des hessischen Löwen als Wappen auf einem Siegel.
Neben dem Schild des Landgrafen Heinrichs I., das nur in Ansätzen eine Kolorierung des Wappens aufweist, ist die Initiale im Willehalm-Kodex (1334, siehe Bild links) die erste farbige Darstellung des hessischen Wappens mit dem bunten Löwen.
Die Initiale befindet sich am Beginn des Epos Arabel, einer Vorgeschichte des Ulrich von dem Türlin zu dem Epos Willehalm des Wolfram von Eschenbach in einer Prachthandschrift.
Bis 1918 repräsentierten die Herrscherwappen zugleich die Länder. Die Entwicklung der hessischen Fürstenwappen ist typisch für den Brauch, durch Hinzunahme von Wappenbildern der neu erworbenen Gebiete in den Schild dessen Inhalt immer üppiger, gleichzeitig aber auch unübersichtlicher zu gestalten. Zuerst führte der Erwerb der Grafschaft Ziegenhain mit Nidda 1450 zu einer Wappenmehrung: Anfangs in gesonderten Schilden neben dem Löwen, nach 1471 in den Feldern 2 und 3 des gevierten Schildes treten Ziegenhain und Nidda auf. Der Anfall von Katzenelnbogen mit einem Teil der alten Grafschaft Diez 1479 gab den nächsten Anlass zur Wappenänderung. Wie der Totenschild des Landgrafen Heinrichs III. von 1484 und Wappenbücher seit 1492 zeigen, nahm man anfangs im gevierten Schild außer Hessen und Nassau den früher „Leopard“ genannten herschauenden Löwen der Katzenelnbogener und die Löwen von Diez auf und stellte das Ziegenhainer Wappen in einen Herzschild.:7
Vom Reichstag zu Worms (1495) wird berichtet:

„Darnach am nächsten Tag nach Margarethen ist Herr Maximilian in Königlicher Majestät zu Worms gesessen, mit aller Zierrat so einem Römischen König zugehöret in Beywesen aller vorgeschrieben Fürsten, Geist- und Weltl. die dann ihre Lehen also empfangen haben.

Item auf Divisionis Apostolorum … sind die zwey Fürsten Herr Wilhelm der Mitler Landgraf zu Hessen und der Herr [Wilhelm] der Jüngere Landgr. zu Hessen sämtlich kommen.

Zum ersten ist Johann Schenck zu Schweinsberg Marschall kommen mit dem Renn-Fähnlein, desselben Panier war weiss, und stunde darinnen das Wapen zu Hessen alleine, und berante damit den Königl. Stuhl, mit einem schönen reissigen Gezeug, als sich eignet.

Von Stund an seynd kommen die beyde Fürsten, mit 7 Graffen, Herrn und mit ihrer Ritterschaft, mer dann auf 300 Pferde, und haben 2 Panier bracht, das erste trug Gr. Philips von Solms, das war ein gross roth Panier, darin stunde das Wapen von Hessen in der Mitten und aussen drum 5 Wapen.
Das erste war Catzenehlnbogen.
Das andere Ziegenhain.
das dritte Waldeck.
das vierte Dietz.
Das fünfte Nidda.“

Im 16. Jahrhundert bürgerte sich im gevierten Schild die Reihenfolge Katzenelnbogen, Ziegenhain, Nidda und Diez mit dem landgräflichen Löwen im Herzschild ein. Zu dem bis dahin im Oberwappen fast ausnahmslos allein stehenden hessischen Helm mit den beblätterten Büffelhörnern kamen damals auch die Helmzieren von Katzenelnbogen und Ziegenhain.
Die Teilung Hessens 1567 war lange Zeit ohne heraldische Folgen; für die zuerst vier, dann nur noch zwei Teilfürstentümer (Kassel und Darmstadt) galt das gleiche Wappen. Erst 1659 betonte die Heraldik den Gebietszuwachs, den 1642 der Anfall kleiner Isenburger Gebiete und endgültig 1648 der Erwerb des Fürstentums Hersfeld und eines Teils der Grafschaft Schaumburg gebracht hatten: In den sechsfelderigen Schild setzte man fortan die Zeichen für Hersfeld, Ziegenhain, Katzenelnbogen, Diez, Nidda, Isenburg und schließlich das Schaumburger Nesselblatt, während der Herzschild weiterhin den hessischen Löwen zeigte. Das Erlöschen des Hanauer Fürstenhauses verursachte nach 1736 die Einfügung von Teilen seines siebenfelderigen Schildes (mit Bitsch, Hanau, Rieneck, Zweibrücken, Münzenberg, Ochsenstein und Lichtenberg) in die Wappen der Landgrafen von Kassel und Darmstadt als der Erben. Seit 1774 bestand das Wappen der Linie Darmstadt aus zehn Feldern mit Herzschild; seit 1804 war die Anzahl der Felder einschließlich des Herzschilds auf 17 angestiegen, die den Besitzstand vor der Erhebung zum Großherzogtum (1806) illustrierte.:7

### Landgrafschaft Hessen

Landgrafschaft Hessen

Das Wappen der Landgrafschaft Hessen (1247–1567) ist in Johann Siebmachers Wappenbuch aus dem Jahr 1605 überliefert. Es zeigt im Herzschild den „Bunten Löwen“ bzw. den „Hessenlöwen“.

### Landgrafschaft Hessen-Darmstadt

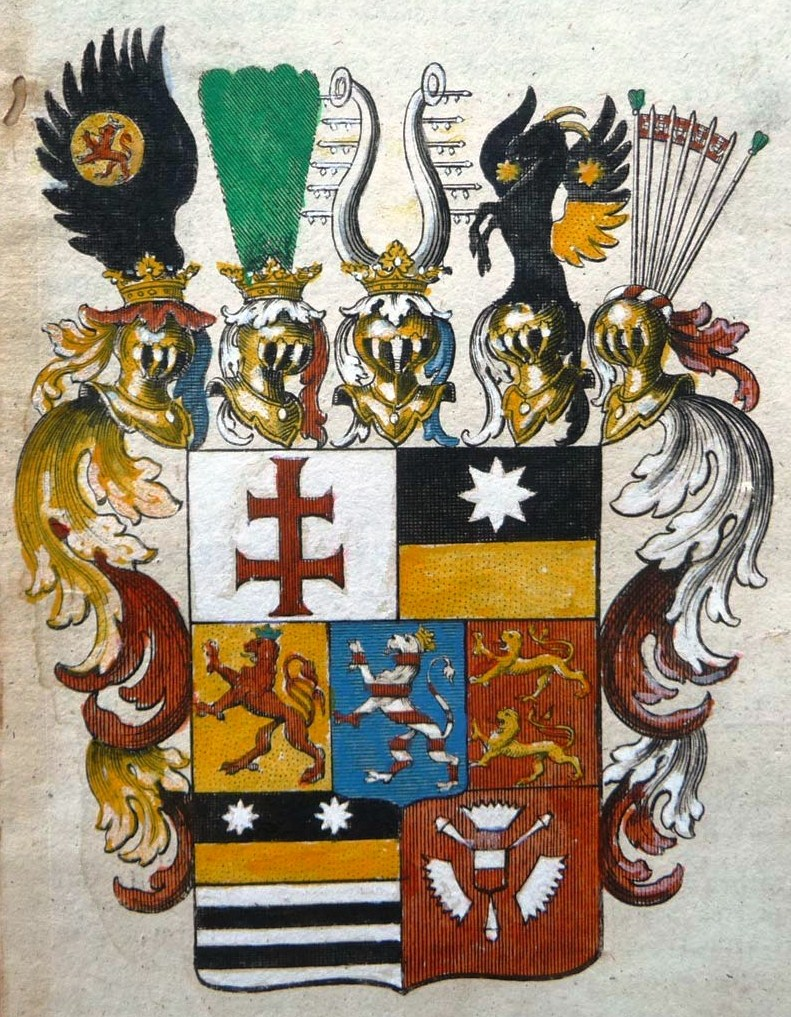
Landgrafschaft Hessen-Darmstadt

Das Wappen der Landgrafschaft Hessen-Darmstadt (1567–1806) ist geteilt und zweimal gespalten, die Felder 3, 4, 5 und 6 jeweils geteilt:
1. Fürstentum Hersfeld (ehemalige Abtei, 1648 an Hessen-Kassel. Hessen-Darmstadt, selbst ohne Gebietsgewinn, zog heraldisch nach und bildete Hersfeld ebenfalls ab.): in Silber ein rotes Patriarchenkreuz.
2. Grafschaft Ziegenhain: von Schwarz über Gold geteilt, oben ein sechsstrahliger, silberner Stern.
3. 1. Grafschaft Katzenelnbogen (1479 an Hessen): In Gold ein blau gekrönter, roter Löwe.
  2. Grafschaft Nidda (1450 an Hessen): Von Schwarz über Gold geteilt, oben zwei achtstrahlige silberne Sterne.
4. 1. Grafschaft Diez (1386 an Katzenelnbogen, nach deren Aussterben 1479 an Hessen): In Rot zwei schreitende goldene Leoparden übereinander.
  2. Hanau (1736 erhalten nach Aussterben der Grafen von Hanau): In Gold drei rote Sparren übereinander.
5. 1. Grafschaft Schaumburg (1648 an Hessen-Kassel): In Rot ein von Silber über Rot geteiltes Schildchen umgeben von einem silbernen Nesselblatt.
  2. Herrschaft Lichtenberg: Innerhalb eines roten Bordes ein schwarzer Löwe, rot bewehrt und gezungt.
6. 1. Grafschaft Isenburg-Büdingen: In Silber zwei schwarze Balken.
  2. Grafschaft Ochsenstein: In Silber zwei rote Balken.

Herzschild: In Blau ein von Silber und Rot neunfach geteilter, golden gekrönter und bewehrter Löwe (Landgrafschaft Hessen).

### Großherzogtum Hessen

Großes Majestätswappen des Großherzogtums Hessens, um 1890

In den hessischen Wappen wechselte die Zahl der Teilungslinien auf dem Löwen lange Zeit und auch in den neueren Wappen Preußens und der sächsischen Staaten war sie verschieden, obwohl sich für Hessen die neunmalige Teilung längst durchgesetzt hatte. Silber für den obersten Streifen wurde erst im späten 15. Jahrhundert zur Regel. Die Helmdecken waren zunächst blau und rot (so 1334), später vorwiegend rot und silbern. Auf die Beifügung anderer Territorialwappen zum Hessenlöwen, die in der zweiten Hälfte des 15. Jahrhunderts aufkam, wurde im Großherzogtum Hessen von 1808 bis 1902 wieder verzichtet.
Klemens Stadler schreibt dazu:

„Das in dieser Zeit gültige große Majestätswappen enthält in Blau den doppelschwänzigen, golden bewehrten, neunmal von Silber und Rot geteilten Löwen mit einer goldenen Königskrone, der mit der rechten Vorderpranke ein silbernes Schwert mit goldenem Griff schwingt. Es sollte symbolisch den im Mittelalter für die Landgrafen gebrauchten Ehrentitel ‚Vorfechter zwischen Rhein und Weser‘ bezeichnen. Auf dem Schild ruht die Königskrone, die auf dem hermelin-gefütterten Purpurbaldachin wiederholt wird. Schildhalter sind zwei herschauende goldene Löwen mit Königskronen. Unterhalb des Schilds sind die Ketten des 1807 gestifteten Ludwigsordens und des Verdienstordens Philipps des Großmütigen sichtbar. Manchmal findet sich zusätzlich die Kette des Ordens vom Goldenen Löwen. Unterhalb des Schildsockels zieht sich ein Band mit der Devise ‚Gott, Ehre, Vaterland‘ hin.“

Der Löwe erschien erstmals mit königlicher Krone und Schwert als zusätzliche Rang- bzw. Würdezeichen. Damit wurde erstmals seit mehr als 500 Jahren das hessische Stammwappen grundlegend verändert. Es wurde am 29. Juli 1808 eingeführt.
Die Bewaffnung mit einem Schwert und somit die Abkehr von vormaligen Wappen wurde von Zeitgenossen kritisch bewertet. Ulrich Friedrich Kopp sagte im Jahr 1831:

„Aber auch alte Wappen leiden, ja sie werden manchmal gar vernichtet, wenn man daran ändert. So ist es ein großes Versehen, dass man in dem neuen Großherzogl. Hessen-Darmstädtischen Wapen [sic] den Löwen (um ihn zum Vorfechter zu machen) ein Schwert in die Tatze gegeben. Denn dadurch hört er auf, der alte Thüringische und Hessische Löwe zu seyn, und ist nach heraldischen Regeln jetzt weniger, als er vorher war.“

Auf andere Weise kritisierte später Bernhard von Koehne:

„Soll das Wappen eines Landes die symbolische Verbildlichung der Geschichte desselben sein, wie es die Wissenschaft der Heraldik verlangt, so entsprechen dieser Anforderung nicht alle vorliegenden Wappen: namentlich entbehren die Wappen von Baden, Hessen-Darmstadt und dem Königreich Sachsen, welche nach Entfernung der übrigen Felder nur noch aus den ehemaligen Mittelschilden bestehen, jedes heraldischen Werthes.“

### Kurfürstentum Hessen
Das Kurfürstentum Hessen bestand von 1814 bis 1866. Die 1803 zur Kurwürde gelangte Linie Kassel benutzte bis zur Absetzung 1866 als großes Wappen einen je zweimal gespaltenen und geteilten Schild, der einschließlich des Herzschilds mit dem einschwänzigen, gekrönten und neunmal von Silber und Rot geteilten Löwen (ohne Schwert) insgesamt dreizehn historische Wappen aufwies:
1. in Silber ein schwarzes Balkenkreuz (Fürstentum Fulda)
2. geteilt; oben geviert mit von Rot und Gold geteiltem Mittelschild (Münzenberg), 1 und 4 in Gold drei rote Sparren (Hanau), 2 und 3 siebenmal von Rot und Gold geteilt (Grafschaft Rieneck); unten in Gold ein roter Löwe (Katzenelnbogen)
3. in Silber schwebendes rotes Patriarchenkreuz (Fürstentum Hersfeld)
4. Ziegenhain
5. Herzschild Hessen
6. Nidda
7. in Blau schwebendes goldenes Kreuz mit erhöhtem Querarm (Fürstentum Fritzlar)
8. geteilt; oben in Rot zwei schreitende goldene Löwen (Grafschaft Diez), unten in Rot ein silbernes Nesselblatt, belegt mit von Silber und Rot geteiltem Schild (Grafschaft Schaumburg)
9. in Silber zwei schwarze Balken (Isenburg)

Schildhalter: Zwei goldene Löwen mit Königskronen. Das kleine Wappen war der Herzschild, darauf die Königskrone.:7 f.

Wappen des Kurfürstentums Hessen
Mit Schildhalter. Darunter die Orden pour la vertu militaire, vom Goldenen Löwen und vom Eisernen Helm
Ohne Schildhalter

### Herzogtum Nassau
Das Dynasten-Geschlecht von Laurenburg (Haus Nassau) nannte sich seit der zweiten Hälfte des 12. Jahrhunderts nach der Burg Nassau an der Lahn. Seit 1255 erfolgten zahlreiche Teilungen in Linien, die nach den jeweils regierten Hauptgebieten (Nassau-Weilburg, Nassau-Dillenburg, Nassau-Hadamar, Nassau-Usingen, Nassau-Saarbrücken, Nassau-Dietz etc.) benannt werden und deren Zugehörigkeit zu einem gemeinsamen Haus durch Erbvereine immer wieder neu bekräftigt wurde. Die Erhebungen der Mitglieder des Gesamthauses in den Fürstenstand begannen 1650; 1806 vereinigten sich die Fürstentümer Nassau-Usingen und Nassau-Weilburg zum Herzogtum Nassau.
Der Löwe mit einem in zwei Reihen gestückten Schildbord kommt erstmals im Siegel des Grafen Walram vor 1198 vor. Die für den Nassauer Schild typischen Schindeln, mit denen das Feld unregelmäßig bestreut ist, erscheinen siegelmäßig seit 1221 und waren zweifellos ein Beizeichen zur Unterscheidung des Wappenbilds des Grafen Heinrich II. von demjenigen seines Bruders Ruprecht IV. Sie hatten anfänglich eine hochrechteckige Form, wurden aber später in der Regel abgeschrägt dargestellt, zuweilen auch waagrecht- oder schrägliegend; die Festlegung ihrer Zahl nahm erst die Büroheraldik im späten 18. Jahrhundert vor. Seit dem 15. Jahrhundert ist der Nassauer Löwe golden gekrönt, seine rote Bewehrung wurde 1783 erneut bestätigt. Die Tingierung Gold für den Löwen und die Schindeln sowie Blau für das Feld stehen seit den ältesten Nachweisen fest. Als erste Helmzier ist seit dem frühen 14. Jahrhundert ein halbkreisförmiges Schirmbrett bekannt, dessen Fläche von sieben bogenförmigen Linien geteilt ist. 1353 wurde die später vorwiegende Helmzier eingeführt: Ein sitzender Löwe zwischen zwei schindelbestreuten blauen Büffelhörnern; sie ging von den Pfälzer Kurfürsten zu Lehen. Die Helmdecken sind blau und golden.:8

Nassauer Löwe in historischen Wappen (Beispiele)
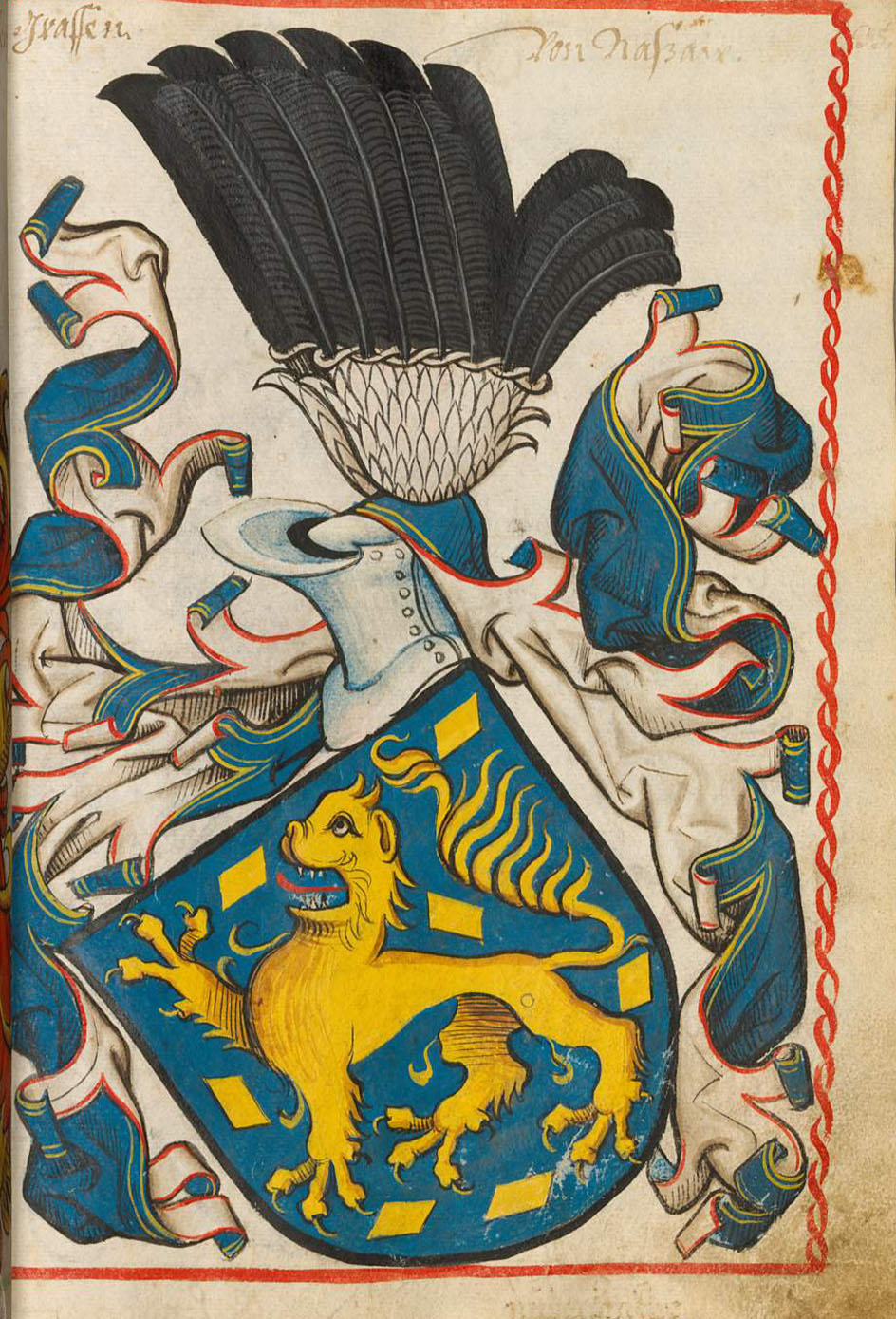
Grafen von Nassau im Scheiblerschen Wappenbuch
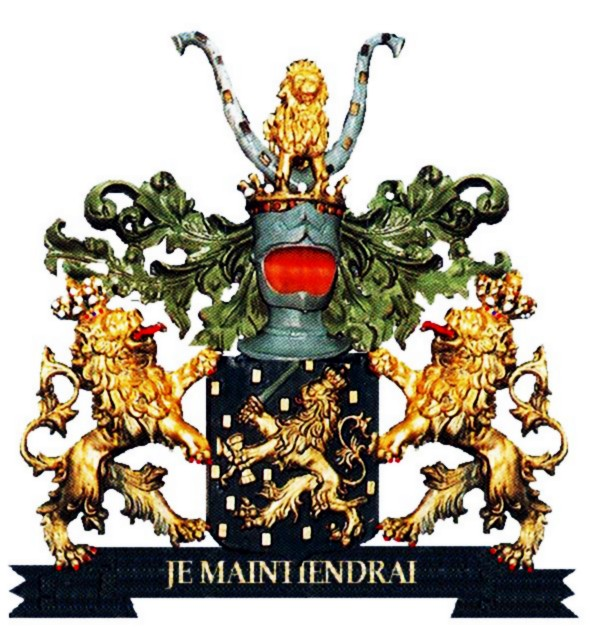
Wilhelm Friedrich von Oranien-Nassau
Herzogtum Nassau

### Preußische Provinz Hessen-Nassau
Das Hoheitszeichen der preußischen Provinz Hessen-Nassau blieb bei der Schöpfung des Staatswappens von 1948 unberücksichtigt. Es war 1892 im Zuge der Einführung preußischer Provinzwappen geschaffen worden und kombinierte drei alte Wappen wichtiger Territorien: Gespalten durch eine eingebogene rote Spitze, darin ein golden bewehrter silberner Adler (ehemalige Freie Stadt Frankfurt); rechts in Blau ein linksgewendeter, golden gekrönter, siebenmal (nach dem preußischen Herkommen!) von Silber und Rot geteilter Löwe (Hessen-Kassel); links in Blau ein golden gekrönter, rot bewehrter goldener Löwe zwischen goldenen Schindeln (Herzogtum Nassau). Im größeren Wappen waren dem Schild als Schildhalter rechts ein wilder Mann mit der preußischen Königsstandarte, links ein gepanzerter Ritter mit der Provinzstandarte, darin das Provinzwappen, beigefügt; auf dem Schild zwei golden gekrönte Spangenhelme mit den Helmzieren von Hessen (aber mit grünen Birkenblättern) und Nassau (in der oben beschriebenen neueren Gestaltung); die Helmdecken rechts rot, silbern; links blau, golden.:8

Wappen der preußischen Provinz Hessen-Nassau
Kleines Wappen
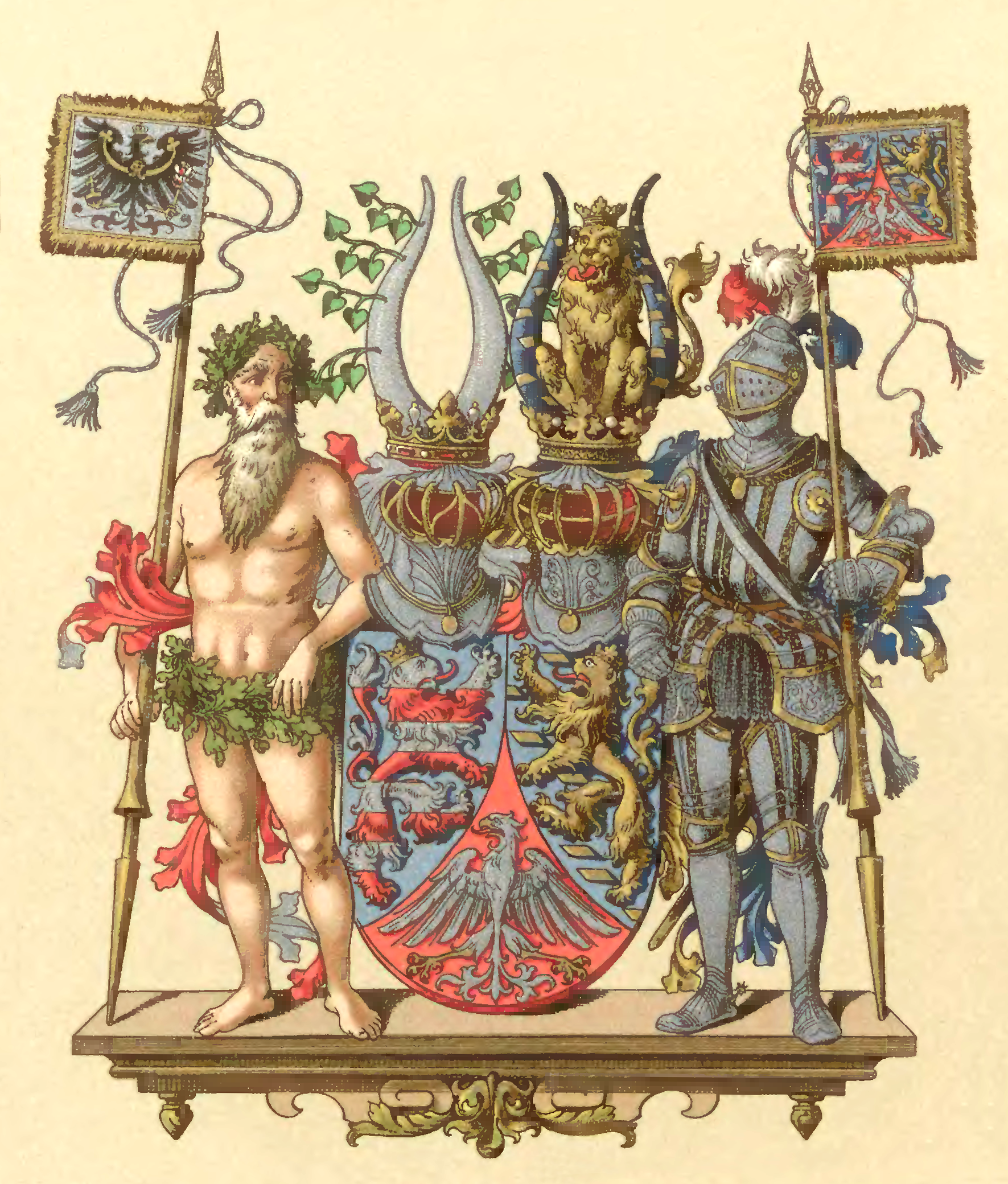
Großes Wappen

### Großherzogtum Hessen
Das Staatswappen des Großherzogtums Hessen von 1808 war ursprünglich nur als „interimistische“ Regelung gedacht und wurde nie mit einer amtlichen Beschreibung veröffentlicht. Über das gesamte 19. Jahrhundert hinweg hatten sich kleinere (inoffizielle) Anpassungen bei der Gestaltung des Wappenbildes vollzogen. Dieser weithin als unbefriedigend empfundene Zustand wurde von Großherzog Ernst Ludwig beendet.
Durch dessen Verordnung vom 9. Dezember 1902 wurde das bisherige Staatswappen aus dem Jahr 1808 aufgehoben und durch zwei neue ersetzt. Fortan gab es im Großherzogtum Hessen ein großes und ein kleines Staatswappen.
Für das Großherzogtum Hessen bedeutete die Verordnung über das große Staatswappen einen Rückfall in die heraldischen Gepflogenheiten des 18. Jahrhunderts, nachdem fast ein Jahrhundert lang der hessische Löwe allein Symbol gewesen war.:7
Wappenbeschreibung:

Großes Staatswappen

„I. Der je zweimal gespaltene und geteilte Hauptschild trägt einen Herzschild.
1) Der Herzschild zeigt den Schild des Großherzoglichen kleinen Staatswappens: in Blau einen von Silber und Rot zehnfach gestreiften Löwen, der golden gekrönt und bewehrt, auch mit silbernem Schwerte in goldenem Griffe bewaffnet ist.
2) Der erste Platz des Hauptschildes zeigt in Blau einen von Silber und Rot zehnfach gestreiften Löwen, golden gekrönt und bewehrt, wegen der Landgrafschaft Hessen.
3) Der zweite Platz: in Rot ein silbernes Rad mit sechs Speichen, wegen des ehemaligen Reichsfürstentums Mainz.
4) Der dritte Platz: in schwarzem, mit goldenen Kreuzchen bestreutem Feld ein schräg gestellter silberner Schlüssel, wegen des ehemaligen Reichsfürstentums Worms.
5) Der vierte Platz: geteilt von Schwarz und Gold, oben einen sechsstrahligen silbernen Stern, wegen der ehemaligen Grafschaft Ziegenhain.
6) Der fünfte Platz ist durch den Herzschild (siehe unter 1) verdeckt.
7) Der sechste Platz zeigt in Gold einen roten Leoparden mit blauer Krone, Zunge und Klauen, wegen der ehemaligen Grafschaft Katzenelnbogen.
8) Der siebente Platz: in Silber zwei schwarze Balken, wegen der Grafschaft Büdingen.
9) Der achte Platz: von Rot und Gold achtmal sparrenweise geteilt, wegen der ehemaligen Grafschaft Hanau.
10) Der neunte Platz: geteilt von Schwarz und Gold, oben zwei achtstrählige silberne Sterne, wegen der Grafschaft Nidda.

II. Auf dem Schilde stehen fünf Kleinode tragende Spangenhelme.
1) Der mittelste gekrönte Helm trägt von Silber zwei mit Lindenzweigen besteckte Büffelhörner. Helmdecken rot und silbern. Wegen der Landgrafschaft Hessen.
2) Roter Sammethut mit weißem Stulp, besteckt mit sechsspeichigem silbernem Rad. Helmdecken rot und silbern. Wegen Mainz.
3) Gekrönt, schwarzer Flug, der mit goldener Scheibe belegt ist, in der das Schildwappen von Katzenelnbogen (I, 6) erscheint. Helmdecken rot und golden.
4) Wachsende geflügelte schwarze Ziege mit silbernen Hörnern und Klauen; die Flügel von Schwarz und Gold geteilt, oben silberner Stern. Helmdecken schwarz und golden. Wegen Ziegenhain.
5) Wachsender silberner Schwan mit goldenem Schnabel. Helmdecken silbern und rot. Wegen Hanau.

III. Als Schildhalter: zwei golden gekrönte Löwen, rotbezungt und bewehrt, auf grünem Boden stehend.“

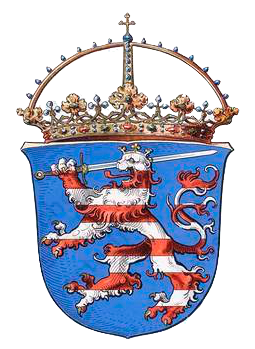
Kleines Staatswappen

Auch nach der totalen Umgestaltung des großen Wappens 1902 blieb der schwertschwingende hessische Löwe allein Inhalt des kleinen Staatswappens. Auf dessen Schild liegt die großherzogliche Krone. Sie besteht aus einem blätterbesetzten Reif und ist geschlossen mit zwei Halbbogen, die oben den Reichsapfel tragen.:6
Wappenbeschreibung:

„Im blauen Schild ein von Silber und Rot zehnfach gestreifter Löwe, der golden gekrönt und bewehrt, auch mit silbernem Schwert in goldenem Griffe bewaffnet ist. Auf dem Schilde ruht eine zweibügelige, mit Perlen und Steinen verzierte offene goldene Königskrone.“

Das kleine Staatswappen ist ein Entwurf des Heraldikers Otto Hupp (1859–1949), der auch zahlreiche andere Wappen gestaltete, so zum Beispiel das bayerische Staatswappen von 1923. Hupp griff in seinem Entwurf die Gestaltung des Löwen von 1808 wieder auf. Er änderte lediglich zwei Elemente. Einerseits wird die Krone des Löwen wieder ohne Bügel dargestellt, zumal auf dem Schild zusätzlich eine zweibügelige Königskrone ruht. Andererseits ist die Stellung des Schwertes in Abhängigkeit zur mehr aufrechten Haltung der es haltenden rechten Löwenpranke angepasst. Somit nimmt das Schwert eine fast waagerechte Position ein, die dann auch so bis zum Ende der Monarchie in allen Darstellungen des hessischen Wappens anzutreffen ist. Zum ersten Mal wurde die Anzahl der Streifungen des Löwen amtlich festgelegt.

### Volksstaat Hessen

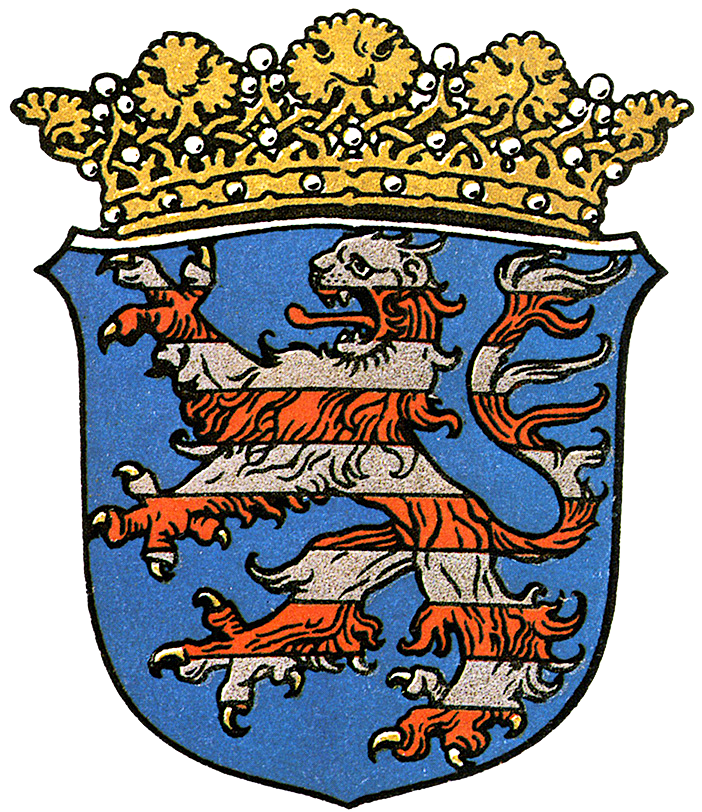
Volksstaat Hessen

Am 20. April 1920 erhielt der Volksstaat Hessen (1918–1945) ein neues Wappen. Auf dem Wappenschild ist der silber-rot gestreifte Löwe auf blauem Feld zu sehen. Darüber sitzt goldenes Laubwerk mit blauen Früchten in Form einer Krone.
Auch dieses Wappen ist ein Entwurf des Heraldikers Otto Hupp. Zusammen mit seinem Entwurf eines Siegelstempels (runde Form, Durchmesser 4 cm) wurden beide Entwürfe vom Hessischen Gesamtministerium amtlich verordnet:

Entwürfe von Otto Hupp
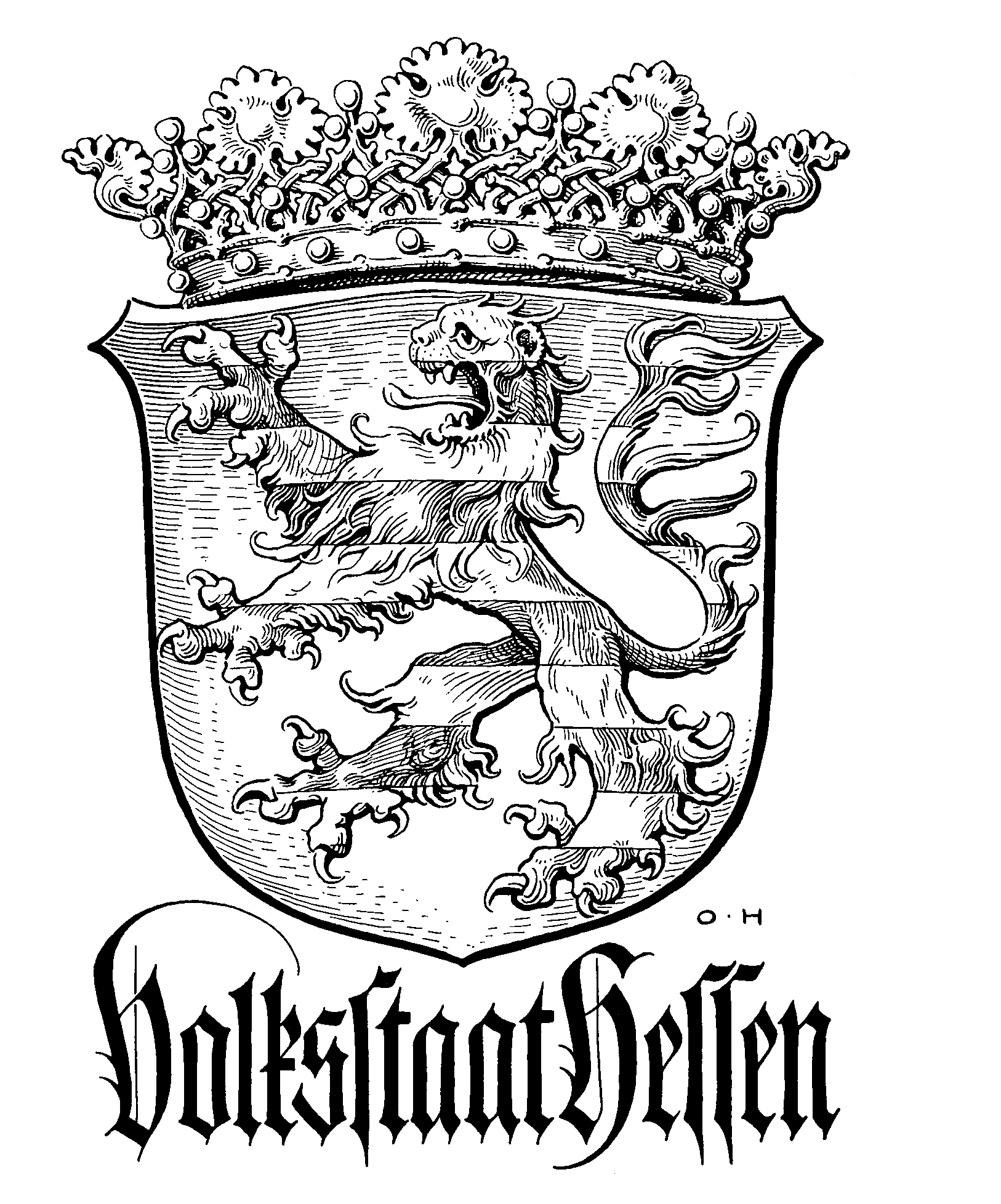
Staatswappen
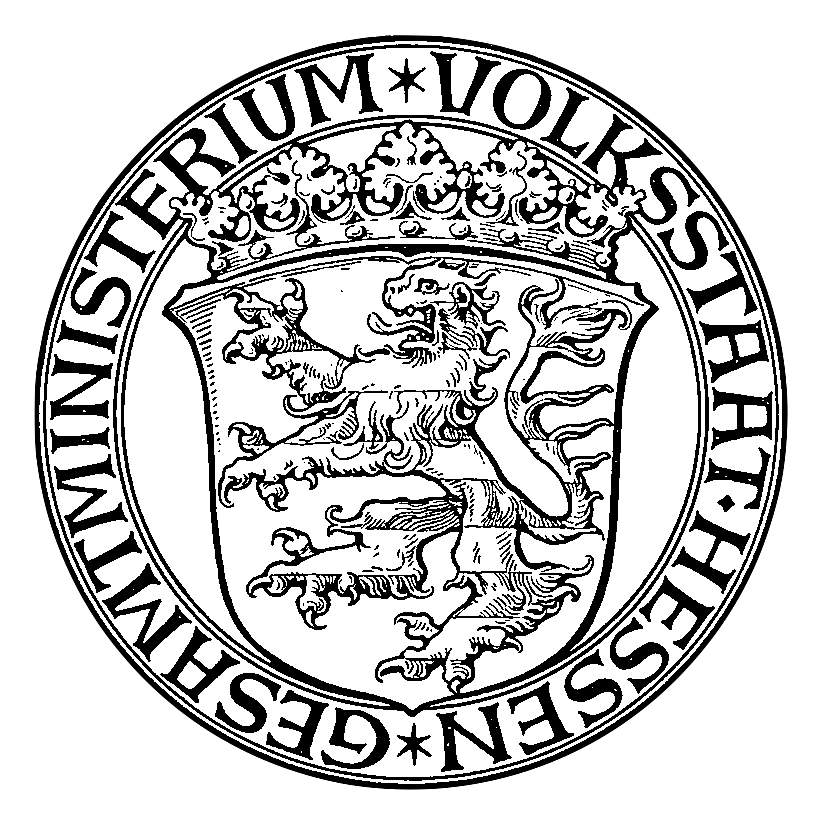
Siegelstempel

Die Landgrafschaft Hessen-Darmstadt und das ihr nachfolgende Großherzogtum gaben dem Löwen ein Schwert in die Pranke; dieses verschwindet jedoch nun zusammen mit der Krone des Löwen, sodass der nach Absetzung des Großherzogs und Ausrufung der Republik am 26. Januar 1919 gewählte Landtag des Volksstaates Hessen nunmehr eine „reduzierte“ Variante des wohl annähernd 750 Jahre beibehaltenen Löwen als Staatswappen annahm.
Nach dem Sturz der Monarchie gab sich der neue Volksstaat Hessen als alleiniges Symbol den Löwen, nun aber ungekrönt und ohne die dynastischen Attribute. Ebenso entfiel wieder das missverständlich eingeführte Schwert in der Löwenpranke. Als einziges Beiwerk wurde die Volkskrone über dem Schild beigefügt, zur Betonung der Volkssouveränität. Das heutige Wappen des Landes hält sich mit nur unwesentlichen stilistischen Vereinfachungen an dasjenige des Volksstaats von 1920; die amtliche Blasonierung vermeidet jedoch den Ausdruck „Volkskrone“.:6

### Weitere historische Wappen

Wappen der Landgrafschaft Hessen-Homburg (1736–1866)
Wappen der Landgrafschaft und des Großherzogtums Hessen-Darmstadt (1804–1808)
Wappen der Landgrafschaft Hessen-Rotenburg (1834)
Wappen der Landgrafschaft Hessen-Philippsthal (um 1866)
Wappen der Landgrafen von Hessen-Kassel-Rumpenheim (nach 1917)
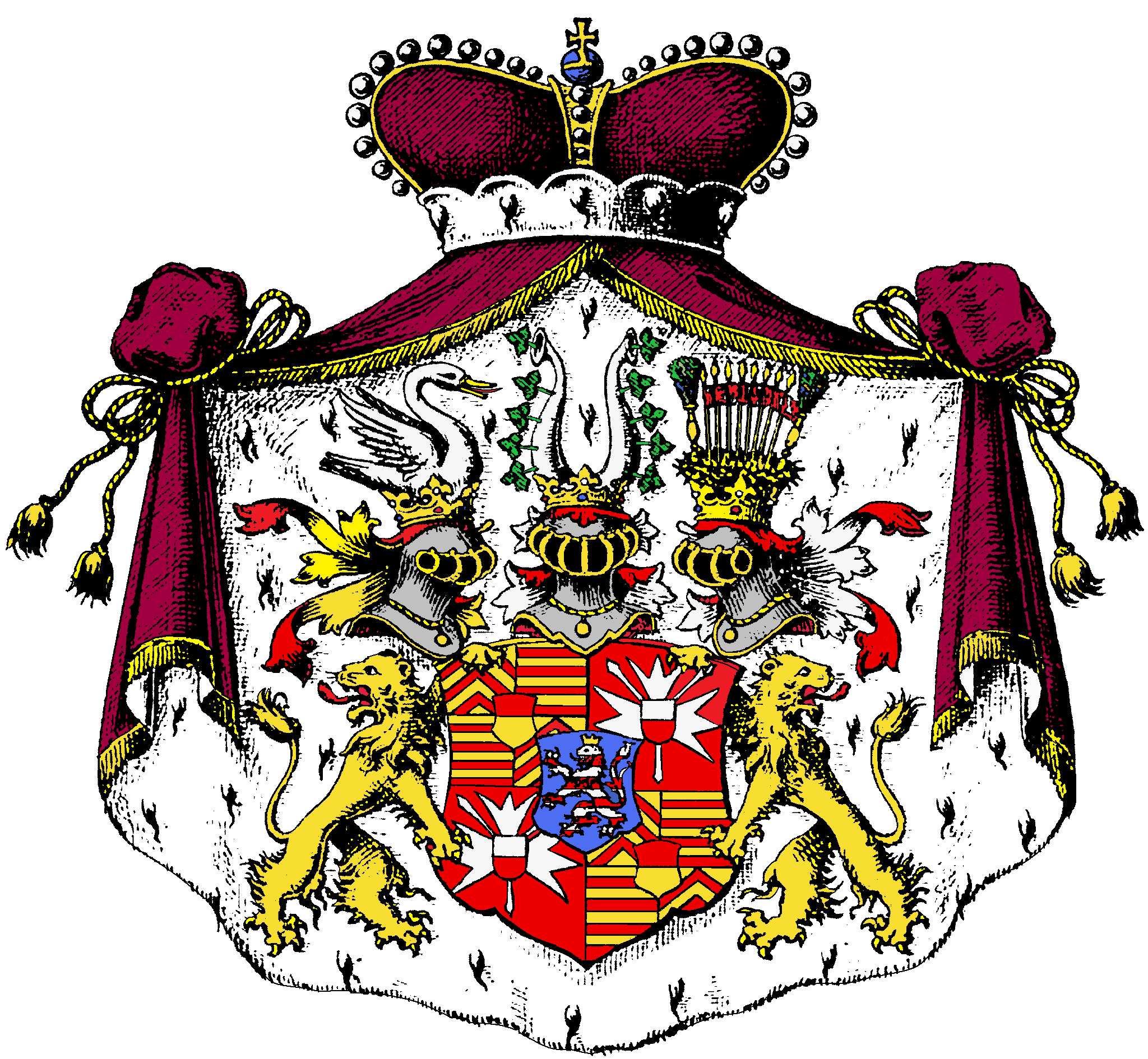
Wappen der Fürsten von Hanau zu Hořowice, Grafen von Schaumburg

## Heutiges Wappen des Landes Hessen

### Entstehungsgeschichte

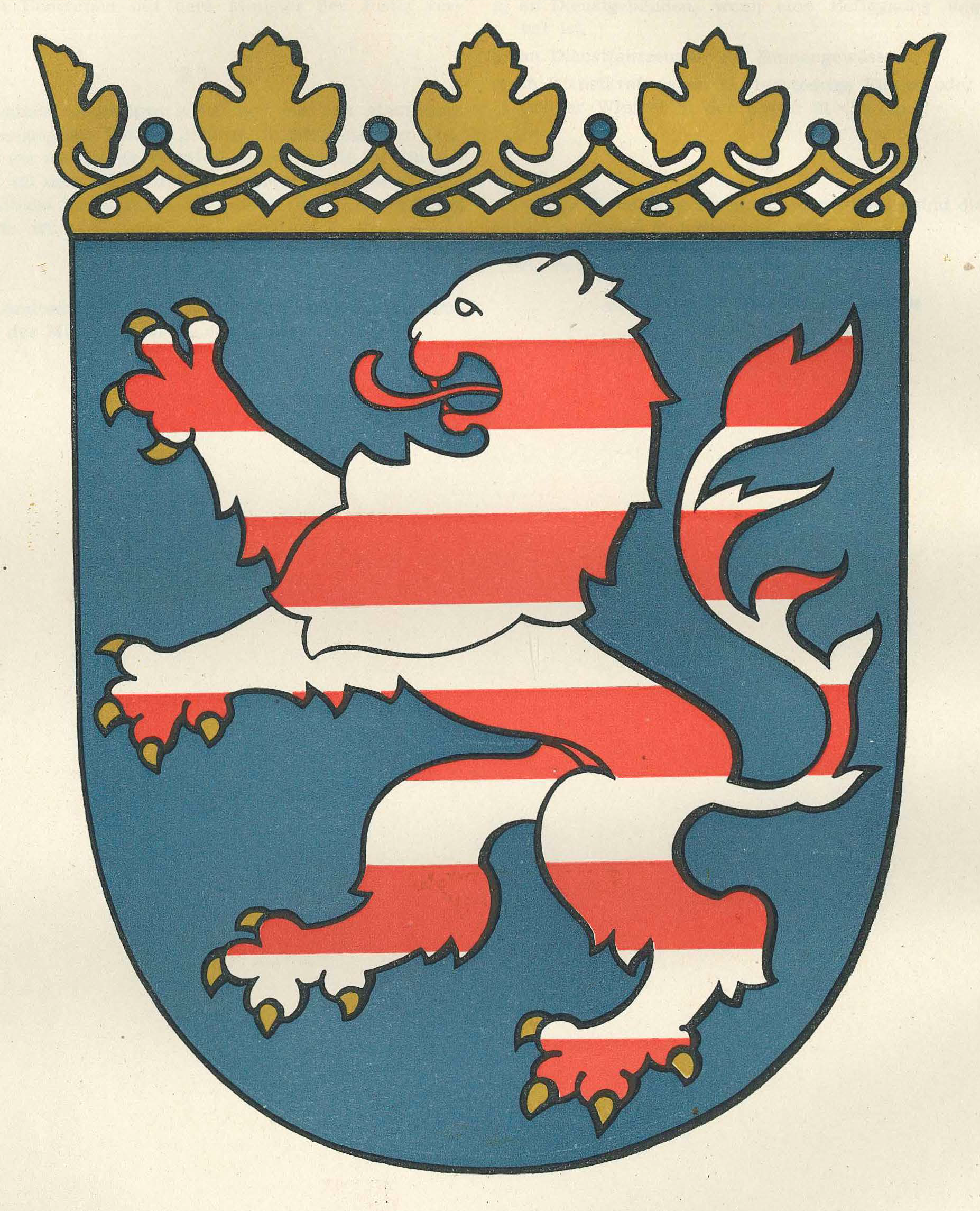
Entwurf von Gerhard Matzat (1949)

Das aktuelle Landeswappen ist ein Entwurf des in Ostpreußen geborenen Künstlers Gerhard Matzat (* 24. November 1921 in Ragnit an der Memel; † 19. November 1994 in Hattersheim am Main), den dieser 1949 im Nachgang eines Wettbewerbs für das neu gebildete Land Hessen gestaltete. Matzat hat sich bei der Gestaltung an historischen Vorbildern orientiert. Er studierte von 1939 bis 1941 an der Kunstakademie Königsberg bei Franz Marten und Wilhelm Heise sowie von 1946 bis 1953 an der Kunsthochschule Städelschule in Frankfurt am Main – dort war er Schüler von Wilhelm Heise und Georg Meistermann. Neben dem Hessischen Landeswappen entwarf er auch das Hessische Staatssiegel.
Bereits im Jahr 1945 wurden erste Entwürfe zur Gestaltung eines neuen Landeswappens von der US-Militärregierung und dem Hessischen Staatsarchiv aufgenommen – sie blieben erfolglos.
Weitere Entwürfe waren Ergebnisse eines Preisausschreibens, das der Minister für Kultus und Unterricht im März 1947 ausgelobt hatte:

„Das Hessische Staatsministerium ist bestrebt, ein Hoheitszeichen zu schaffen, das sinnbildlich die Würde der Demokratie und zugleich die charakteristischen und zeitlosen Überlieferungen des Landes Hessen ausdrückt.

Dabei soll ebensowenig Bestehendes uneingeschränkt übernommen werden, wie Neues nur um des Neuen willen geschaffen werden soll. Das Symbol soll aus der Mitarbeit des Volkes erwachsen. Deshalb hat das Kabinett beschlossen, einen öffentlichen Wettbewerb zur Erlangung eines Hoheitszeichens auszuschreiben.“

Die Aufgabe bestand darin, folgende Hoheitszeichen zu entwerfen:
1. ein Landeswappen;
2. eine Landesdienstflagge, die aus einem oberen roten und einem unteren weißen Querstreifen besteht und in der Mitte das Landeswappen zeigt;
3. ein Amtsschild. Es soll aus einem weißen Rechteck bestehen, auf dem sich das Landeswappen befindet. Unter dem Wappen ist ohne Angabe des Ortes die Bezeichnung der Behörde in schwarzer Schrift angebracht; z. B. Der Ministerpräsident, Landgericht.
4. ein Landessiegel, das das Landeswappen zeigt;
5. eine Landeskokarde.

Zu den Anforderungen zählte, dass die Entwürfe von „dynastischen und militaristischen Kennzeichen (Krone, Helme, Schwerter, Eichenlaub usw.)“ frei sein müssen. Als Frist zur Einreichung wurde der 30. April 1947 genannt. Es wurden drei Preise ausgesetzt: 1500 Reichsmark (RM) für den 1. Preis, 1000 RM für den 2. Preis und 500 RM für den 3. Preis. Über die Verteilung der Preise entschied ein Preisgericht. Ihm gehörten an:

„Kultusminister Dr. Stein, Wiesbaden;

Prof. Dr. Wilhelm Heise, komm. Direktor der Kunsthochschule Frankfurt am Main;

Dietrich N. Evers, Maler und Graphiker, Wiesbaden;

Clemens Schmidt, Maler und Graphiker, Wiesbaden;

Dr. Korn, Direktor des Staatsarchivs, Düsseldorf;

Dr. Holzinger, Direktor der Hessischen Museen, Frankfurt am Main;

Dr. Sante, Direktor des Staatsarchivs Wiesbaden;

Dr. Clemm, Direktor des Staatsarchivs Darmstadt;

Prof. der Geschichte Dehio, Marburg an der Lahn;

Prof. der Geschichte Uhlmann, Marburg an der Lahn;

Reg.-Präs. Prof. Dr. Bergsträßer, Darmstadt, M. d. L.;

Oberbürgermeister Dr. Raabe, Fulda, M. d. L.;

Schulrat Karl Gaul, Frankfurt, M. d. L.;

Herr Leo Bauer, Frankfurt, M. d. L.“

Für ihre Entwürfe wurden im Juni 1947 drei Künstler ausgezeichnet: Adolf Jäger aus Frankfurt am Main, Eduard Gärtner aus Frankfurt am Main und Winfried Schaaf aus Wiesbaden. Darüber hinaus erhielten die Künstler jeweils 1000 RM für Folgeaufträge. Sowohl die ausgezeichneten Entwürfe als auch die in Folge entstandenen Entwürfe erwiesen sich als ungeeignet: „Das Preisgericht war sich darüber einig, dass keiner der drei Entwürfe den Anforderungen in heraldischer und künstlerischer Hinsicht genügt und die Preisverteilung nur erfolgt ist, um von den eingesandten Arbeiten die besten auszuzeichnen.“ Im September 1947 wurde die Unbrauchbarkeit sämtlicher Entwürfe, mit denen die Preisträger beauftragt worden waren, festgestellt. Im Dezember 1947 betrachtete das Preisgericht den Wettbewerb nur als Ideenwettbewerb, die Beauftragung irgendeines Künstlers als zu unsicher und einen gerechten Wettbewerb erst dann für durchführbar zu halten, wenn die heraldischen Vorschriften festliegen, d. h. ein Wappengesetz durch den Landtag verabschiedet worden ist. Zum Gesetz über die Hoheitszeichen des Landes Hessen kam es am 4. August 1948. Zu dieser Zeit fehlte immer noch ein Künstler, der einen geeigneten Entwurf vorlegen konnte. Am 29. November 1948 schrieb der Vertreter des Staatsarchivs in Wiesbaden an den Kultusminister:
„Auch ist zu bedauern, dass sich trotz langer Bemühungen kein Wappenmaler hat finden lassen, der die Anwendung eines modernen Stils mit den Gegebenheiten heraldischer Gesetze zu verbinden vermag“.

„Bis 1945 gab es eine Reihe von Hessischen Landeswappen […], die bereits rot-weiß gestreifte und nach rechts steigende Löwenfiguren zeigten. […] Nach dem Ende des 2. Weltkriegs ging der Gestaltung eines neuen Landeswappens, für das erfolglos erste Arbeiten bereits 1945 von der US-Militärregierung und dem hessischen Staatsarchiv aufgenommen worden waren, im März 1947 ein Preisausschreiben des Hessischen Staatsministeriums für Kultus und Unterricht voraus. […] Die im Rahmen des Preisausschreibens dann eingereichten Entwürfe für das Landeswappen wurden von dem Preisgericht als nicht geeignet angesehen. Zugleich votierte das Preisgericht in seiner Sitzung vom 3. Juni 1947 […] für die Beibehaltung des weiß-rot gestreiften und aufrecht nach rechts gerichteten hessischen Löwens auf blauem Grund ohne Krone und Schwert und jeweils 4 Krallen (inklusive einer sogenannten Anwachskralle) in dem künftigen Landeswappen. Außerdem führte das Sitzungsprotokoll zur Frage der detaillierten Gestaltung des Löwens aus, dass dies dem Empfinden des Künstlers überlassen sein sollte. In der Folge konnte zunächst weiterhin kein Muster eines neuen Landeswappens gefunden werden, das die Billigung der zur Entscheidungsfindung berufenen Personen fand.
§ 1 des zwischenzeitlich erlassenen ‚Gesetzes über die Hoheitszeichen des Landes Hessen‘ vom 4. August 1948 lautete: ‚Das Landeswappen zeigt im blauen Schilde einen neunmal silbern und rot geteilten steigenden Löwen mit goldenen Krallen. Auf dem Schilde ruht ein Gewinde aus goldenem Laubwerk mit von blauen Perlen gebildeten Früchten.‘
Dem Gesetz vom 4. August 1948 war in einer Beilage das […] Muster eines Landeswappens beigefügt, das ausweislich des Aktenvermerks vom 30. September 1948 […] ohne Beteiligung des Kultusministeriums und des Staatsarchivs auf einen namentlich nicht benannten Mitarbeiter eines Vermessungsamtes zurückging und in der Folge Anlass zur Kritik seitens des Staatsarchivs, des Innen- sowie des Kultusministeriums gab. Das Kultusministerium bat deshalb Ende 1948 die ‚Städelschule – Staatliche Hochschule für Bildende Kunst‘ in Frankfurt am Main und die Kunsthochschule in Kassel um Entwürfe für Dienstsiegel und Landeswappen. Der Direktor der Städelschule, Professor Heise, der auch schon Mitglied des Preisgerichts war, reichte daraufhin im Februar 1949 entsprechende Entwürfe ein, an denen als sein ‚Meisterschüler‘ auch Gerhard Matzat mitgearbeitet hatte und die Anlass boten, die Städelschule auch um Vorlage von Mustern für das Landeswappen zu bitten. Im September 1949 reichte Professor Heise sodann auch einen kolorierten Entwurf Gerhard Matzats zum Landeswappen ein, der im Innenministerium Billigung fand und schließlich in der ‚Sonderbeilage 1‘ zum ‚Gesetz zur Änderung des Gesetzes über die Hoheitszeichen des Landes Hessen vom 22.11.1949‘ als Landeswappen veröffentlicht wurde. § 1 des Änderungsgesetzes vom 22. November 1949 regelte, dass das in der Beilage zum Gesetz vom 4. August 1948 veröffentlichte Muster des Landeswappens durch das nunmehr in der ‚Sonderbeilage 1‘ veröffentlichte Muster ersetzt wurde.“

Gerhard Matzat wurde in Folge damit beauftragt, auch einfarbige Varianten anzufertigen. Für seine Arbeiten an den Entwürfen zum Landessiegel erhielt Matzat im Mai 1949 eine Vergütung in Höhe von 300 DM. Das Land Hessen zahlte an Gerhard Matzat ab dem Jahre 1992 bis zu seinem Tod im Jahre 1994 zur Würdigung seiner Verdienste bei der Entstehung des Landeswappens einen „Ehrensold“ in Höhe von monatlich 2000 DM. Seit dem Tode Matzats zahlte das Land Hessen den „Ehrensold“ in der Form einer Witwenrente von monatlich 1000 DM beziehungsweise später 500 DM an die Witwe. Mit Schreiben vom 5. Mai 1992 an die seinerzeitige hessische Kultusministerin sprach Gerhard Matzat seinen Dank für die Zuerkennung des Ehrensoldes aus, bezeichnete „die gänzlich unerwartete Zuwendung des Landes“ als „eine der größten Überraschungen in meinem Leben“, führte zu den früheren Umständen bei der Gestaltung des Landeswappens und den an ihn dabei gestellten Forderungen sowie dazu aus, dass er sich bei der Umsetzung des Auftrags selbstverständlich die größte Mühe gegeben habe; er äußerte weiter seine Befriedigung darin, dass sich sein Entwurf jahrelang gehalten habe und kündigte die Umsetzung weiterer Projekte an.

### Landeswappen
Das Landeswappen ist eines der Hoheitszeichen des Landes. Die gesetzliche Grundlage ist das Gesetz über die Hoheitszeichen des Landes Hessen vom 4. August 1948. Im Jahr 1949 wurde dieses „Hoheitszeichengesetz“ geringfügig geändert – die Änderung ersetzte die dem Gesetz beigefügten Muster; die Muster aus dem Jahr 1948 waren noch nicht hinreichend zur Verwendung ausgearbeitet. Das Landeswappen wird im ersten Paragraphen des Gesetzes benannt:

„§ 1 Das Landeswappen zeigt im blauen Schilde einen neunmal silbern und rot geteilten steigenden Löwen mit goldenen Krallen. Auf dem Schilde ruht ein Gewinde aus goldenem Laubwerk mit von blauen Perlen gebildeten Früchten.“

Wappen und Amtsschild des Landes Hessen
Landeswappen
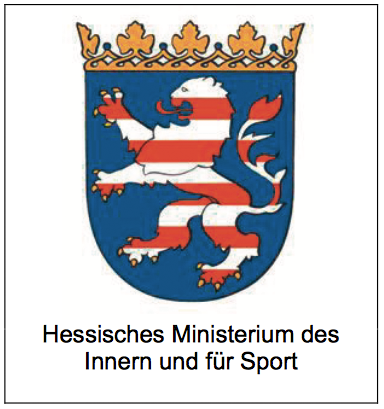
Amtsschild

### Landessiegel
Das Landessiegel wird in zwei Ausführungen verwendet:
- Das „große Landessiegel“ ist ein Prägesiegel und zeigt die Wappenfigur des Landes ohne Umschrift, von einem Gewinde aus Laubwerk umgeben. Es wird nur von den obersten Landesbehörden und den obersten Gerichten des Landes geführt und von den obersten Landesbehörden bei feierlichen Beurkundungen, insbesondere bei der Ausfertigung von Gesetzen, Verordnungen und Bestallungen, von den obersten Gerichten des Landes für die Ausfertigung von Urteilen und den von der Präsidentin oder von dem Präsidenten des Gerichts allgemein bestimmten Beschlüssen verwendet.
- Das „kleine Landessiegel“ zeigt die Wappenfigur des Landes mit einer die siegelführende Stelle bezeichnenden Umschrift. Es wird als Prägesiegel, Siegelmarke oder Farbdruckstempel (aus Metall oder Gummi) benutzt. Das kleine Landessiegel führen der Hessische Landtag, Behörden und Gerichte des Landes Hessen, die Leiterinnen und die Leiter staatlicher Schulen und Hochschulen, die zur Führung eines amtlichen Siegels ermächtigten Urkundspersonen sowie die Standesämter.

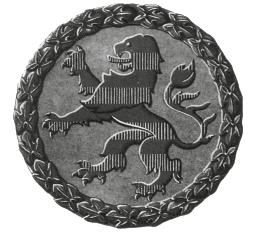
Großes Landessiegel
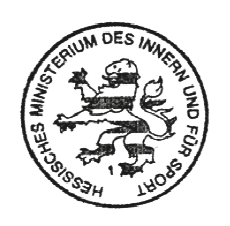
Kleines Landessiegel

### Hessenzeichen
Da das Wappen durch seine hoheitliche Funktion nur von den hessischen Behörden geführt werden darf, hat das Land am 19. Februar 1981 das „Hessenzeichen“ eingeführt, welches frei verwendet werden darf. Damit kam die Verwaltung des Landes Hessen dem Wunsch von Privatpersonen, Vereinen und Unternehmen nach, die Verbundenheit zum Land mit einem Symbol zum Ausdruck zu bringen. Das Wappenzeichen besteht aus der leicht abgewandelten und stilisierten Wappenfigur des Löwen und kann wahlweise in Schwarz oder in den Landesfarben Rot oder Weiß genutzt werden.

Schwarz
Rot
Weiß

### Urheberrechtsstreit 2013
In einem Urheberrechtsstreit zwischen der Künstlerin Avietta Nikolajevna Matzat-Rogoshina, Witwe des Gerhard Matzat, und dem Land Hessen reichte die Witwe im Juli 2013 eine Klage gegen das Land ein. Gegenstand war, dass die Klägerin als Rechtsnachfolgerin ihres verstorbenen Ehemanns einforderte, dass Gerhard Matzat als Urheber des Hessischen Landeswappens zu benennen sei, der Klägerin einen Schadensersatzbetrag für die „jahrzehntelang unterbliebene Namensnennung des Künstlers“ zu zahlen sei, Auskunft über Art und Umfang der Verwendung der Entwürfe zu geben, nach Auskunftserteilung der Klägerin eine Beteiligung zu zahlen, weitere Schadensersatzbeträge zu leisten sowie außergerichtliche Kosten zu erstatten. Der Streitwert wurde von der Klägerin mit 1.500.000 Euro beziffert. Das Thema erhielt bereits im Februar 2013 Aufmerksamkeit in den Medien.
Die Witwe stellte einen Antrag auf Bewilligung von Prozesskostenhilfe, dieser wurde vom Landgericht Frankfurt am Main zurückgewiesen. In dem Prozesskostenhilfeverfahren hatte die Antragstellerin urheberrechtliche Ansprüche im Zusammenhang mit der Nutzung des Landeswappens beim Land Hessen geltend gemacht. Sie vertrat die Auffassung, dass die Nutzung des Wappenentwurfs Gerhard Matzats durch das Land Hessen die Urheberrechte Matzats verletze:

„Der Wappenentwurf sei als individuelle geistige Schöpfung Matzats dessen urheberrechtlich geschütztes Werk, die nötige Schöpfungshöhe sei gegeben, es sei eine Künstlerarbeit mit geistig differenziertem Inhalt gewesen. Es sei nicht umsonst ein Künstler, der zum Ausdruck von Empfindungen fähig sei, und kein Zeichner, der sich in bekannten Bahnen bewege, tätig geworden. Der Entwurf, der trotz aller Vorgaben schwierig und keine leichte künstlerische Aufgabe gewesen sei, bringe anders als frühere Entwürfe Dritter einen modernen Geist im Dienste der Würde der Demokratie zum Ausdruck. Gerhard Matzat habe bei der Gestaltung des Landeswappens unter Beachtung der Vorgaben und überlieferter heraldischer Elemente, zu denen insbesondere der steigende Löwe gehöre, eigenschöpferisch gemeinfreie Elemente aus älteren Vorlagen verwendet, er habe diese in völlig neuer Weise genutzt. Dem seien bei Matzat ein langer Meinungsbildungsprozess sowie eine Auseinandersetzung mit der Heraldik, der Geschichte und Wappenschichte Hessens und der neuen demokratischen Ordnung vorangegangen. Aus der heraldischen Inrücksichtnahme älterer Wappenvorbilder und der seitens der Antragstellerin gemachten Vorgaben folge keine Reduzierung auf ein bloßes Handwerksstück. Matzat habe sich gedanklich von allen bisherigen Gestaltungen abgesetzt. Der Löwe erscheine bei Matzats Entwurf in völlig neuer, vereinfachter, beruhigter und kraftstrotzend-friedlicher Gestalt. Es bestünden erhebliche Unterschiede zu einer naturalistischen Löwendarstellung und den bis dahin in den früheren Landeswappen gebrauchten Löwendarstellungen, insbesondere auch gegenüber dem Löwen aus dem sogenannten Kurhessischen Wappen. Vorgaben stünden der Urheberschaft nicht entgegen. […] Mit Gerhard Matzat seien nie Gespräche über einen Nutzungsvertrag geführt worden, einen Auftrag im Rechtssinne habe es nicht gegeben, Matzat habe insoweit auch niemanden bevollmächtigt, habe nie seine übertragbaren Ansprüche aus dem Urheberrecht abgetreten und nie auf Vergütungsansprüche verzichtet. Einen konkludenten Vertragsschluss könne man aus den Umständen nicht ableiten, es habe ein Ungleichgewicht zwischen Matzat und der Antragsgegnerin gegeben, Matzat habe der Veröffentlichung nicht widersprechen müssen, die Antragsgegnerin argumentiere hier gleichsam im Geiste des 1945 untergegangenen Regimes. Auch als Meisterschüler am Städel habe ihm keinerlei Verpflichtung dorthin oblegen. Die Zahlung der DM 300,– sei nach Gutdünken ohne vertragliche Grundlage und auch nur als Honorierung der Zeichnungen des Landessiegels gezahlt worden.“

Die Antragsgegnerin, das Land Hessen, hatte für die beabsichtigte Klage einen Klageabweisungsantrag angekündigt und vertrat eine andere Auffassung:

„Die Antragsgegnerin, die gegenüber Schadensersatzansprüchen die Einrede der Verjährung erhebt, meint, dass dem Entwurf Matzats die für einen urheberrechtlichen Schutz nötige Schöpfungshöhe fehle. Wegen des verfolgten Gebrauchszwecks sei der Wappenentwurf allenfalls unter gesteigerten Anforderungen an die Schöpfungshöhe als Werk der angewandten Kunst schutzfähig gewesen, diesen Anforderungen genüge der Entwurf nicht. Die Gestaltungselemente fänden sich in den vorbekannten Wappengestaltungen, in der Vorgabe in § 1 des ‚Gesetzes über die Hoheitszeichen des Landes Hessen‘ vom 4. August 1948 sowie den Vorgaben des Preisgerichts, es sei so nur ein minimaler Gestaltungsspielraum verblieben. Der Entwurf Matzats, der basierend auf diesen historischen Mustern und Vorgaben eine Auftragsarbeit gewesen sei, ähnele vor allem sehr stark dem 1933 bis 1945 genutzten Löwenwappens Thüringens […] und dem zentralen Löwenmotiv im Kurhessischen Wappen. Im Rahmen der Vorgabe und Vorlagen seien bei dem Entwurf zwar qualitativ hochwertige, jedoch nur handwerkliche Fähigkeiten und keine individuelle geistige Schöpfung Matzats zur Anwendung gekommen. Dass ihm nur ein minimaler Spielraum geblieben sei, habe Matzat in dem Dankesschreiben zum Ehrensold selbst zum Ausdruck gebracht.

Sie meint weiter, dass ein etwaiges Urheberrecht Matzats an dem als Teil eines Gesetzes veröffentlichten Wappenentwurfs nach § 5 UrhG untergegangen sei.

Außerdem sei es mit der Ablieferung des Entwurfs durch Matzat an sie nach allen Umständen mindestens stillschweigend zu einer zeitlich und räumlich uneingeschränkten Übertragung der Nutzungsrechte gekommen. Matzat, dem von Anfang an der besondere Zweck seines Entwurfs als Hoheitszeichen und die entsprechende tatsächliche Nutzung in der Folge bekannt gewesen seien, sei hiernach mit der Nutzung seines Wappenentwurfs als Landeswappen einverstanden gewesen; das habe er nochmals mit dem Dankesschreiben aus dem Jahr 1992 anlässlich des Ehrensoldes zum Ausdruck gebracht. Es sei bei einer von Anfang an gewollten Nutzung als Hoheitszeichen mit der Verkehrssitte und dem Nutzungszweck unvereinbar, wenn Nutzungsrechte zurückbehalten würden. Aus der geplanten Nutzung als Hoheitszeichen und der Funktion von Hoheitszeichen folge zudem, dass Matzat stillschweigend auf das Urheberbezeichnungsrecht verzichtet habe. Das Verhalten Matzats schließe jedenfalls jegliches Verschulden der Antragsgegnerin aus. Vertragliche Ansprüche auf eine weitere Vergütung bestünden nicht.“

Das Prozesskostenhilfegesuch wurde zurückgewiesen, weil die von der Klägerin beabsichtigte Klage keine hinreichende Aussicht auf Erfolg hat, mit Verweis auf § 114 der Zivilprozessordnung. Gegen diesen Beschluss des Landgerichts hatte die Klägerin Beschwerde eingelegt. Diese Beschwerde wurde vom Oberlandesgericht Frankfurt am Main zurückgewiesen. Daraufhin wurde von der Klägerin im September 2014 wegen Verletzung mehrerer Grundrechte beim Bundesverfassungsgericht eine Verfassungsbeschwerde eingereicht. Über das Ergebnis dieser Verfassungsbeschwerde ist aktuell (Stand: September 2017) nichts bekannt.

### Weitere Wappenverwendungen

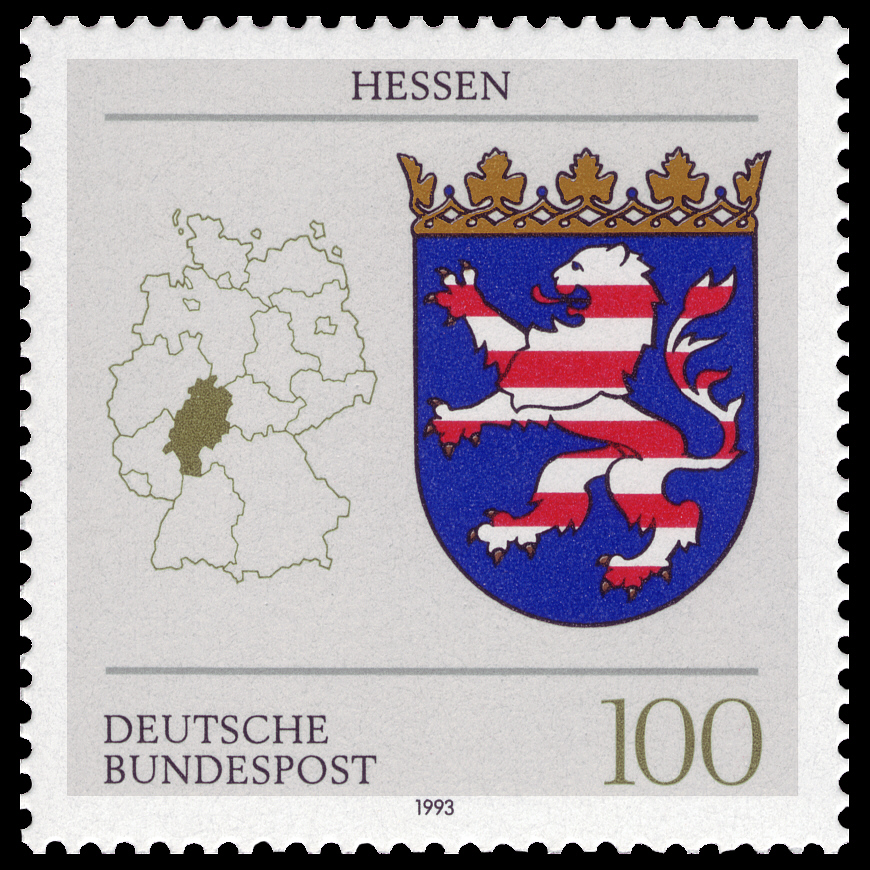
Briefmarke (1993)

In vielen Wappen von Körperschaften im Bundesland Hessen ist der Hessenlöwe dargestellt und verkörpert damit die Zugehörigkeit zum Bundesland. Entweder ist er ganz dargestellt oder er ist wachsend (halber Löwe, nur Oberkörper). Zum Teil ist er gekrönt, im Fall Heppenheims führt er ein Schwert.

Der Hessenlöwe in Wappen hessischer Kommunen und Landkreise (Beispiele)
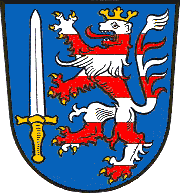
Alsfeld
Bad Nauheim
Heppenheim
Hochtaunuskreis
Landkreis Kassel
Marburg
Sontra

Weitere Beispiele von Wappen hessischer und Thüringer Körperschaften mit Verwendungen des „Bunten Löwen“ sind dem Artikel Bunter Löwe zu entnehmen.